# Raj Patel
Rajeev "Raj" Patel (geboren in 1972) is een Brits-Indische onderzoeker, journalist, activist en schrijver  die voor langere tijd in Zimbabwe, Zuid-Afrika en de Verenigde Staten heeft gewoond en gewerkt. Hij wordt wel 'de rockster van het schrijven over sociale rechtvaardigheid' (the rock star of social justice writing) genoemd.

## Jeugd en educatie
Patel is de zoon van een Keniaanse moeder en een vader uit Fiji. Hij groeide op in Golders Green, in het noordwesten van Londen, waar zijn familie een gemakswinkel runde.
Patel behaalde een BA in filosofie, politiek en economie (PPE), van Oxford, en een masterdiploma van de London School of Economics (LSE), en behaalde in 2002 zijn doctoraat in ontwikkelingssociologie aan de Cornell University.
Zijn werk bij de Wereldbank, de Wereldhandelsorganisatie en de Verenigde Naties vormden belangrijke onderdelen van zijn academische opleiding. Sindsdien is hij een uitgesproken publieke criticus van al deze organisaties geworden. Zijn activisme wordt door deze voormalige werkgevers niet bepaald op prijs gesteld: Patel beweert op vier continenten met traangas te zijn behandeld tijdens protesten.

## Carrière
Patel is niet alleen een educator en academisch onderzoeker, maar heeft ook een reeks artikelen en boeken geschreven. Hij is wellicht het best bekend om zijn boek uit 2008, Stuffed and Starved: The Hidden Battle for the World Food System. In 2009 publiceerde hij The Value of Nothing  dat in februari 2010 op de bestsellerlijst van The New York Times stond. In 2017 publiceerde hij, met co-auteur Jason W. Moore [ de ], Een geschiedenis van de wereld in zeven goedkope dingen: een gids voor het kapitalisme, de natuur en de toekomst van de planeet (University of California Press).
Hij was gastdocent aan de Yale University, de University of California, Berkeley en de University of Texas in Austin. Patel staat vermeld als onderzoeksprofessor aan de LBJ School of Public Affairs van de Universiteit van Texas in Austin.

## Activisme

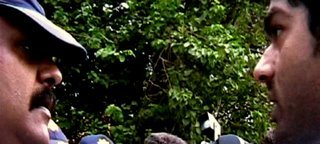
Raj Patel (r) confronteert Glen Nayager van de Zuid-Afrikaanse politie op een Abahlali-basis Mjondolo-protest in Durban

Patel was een van de vele organisatoren van de protesten in 1999 in Seattle, Washington. Aldaar hielp hij met de organisatie ter ondersteuning van voedselsoevereiniteit. Meer recentelijk heeft hij met name in Zimbabwe en in Zuid-Afrika gewoond en gewerkt. Het Mugabe regime weigerde zijn visum te verlengen vanwege zijn politieke betrokkenheid bij de pro-democratische beweging. Via zijn werk en onderzoek over voedsel is hij betrokken geraakt bij en verbonden met de Via Campesina beweging, en door zijn werk over stedelijke armoede en verzet met de Abahlali-basis Mjondolo  en de Landless Peoples Movement bewegingen.
Patel heeft een reeks kritieken geuit op verschillende aspecten van het beleid en de onderzoeksmethoden van de Wereldbank en was samen met Christopher Brooke redacteur van het politiek linksgeoriënteerde online webzine The Voice of the Turtle.

## Filmoptredens
In 2012 verscheen hij in de documentaire Payback van de National Film Board of Canada, gebaseerd op Margaret Atwood 's Payback: Debt and the Shadow Side of Wealth, die in hetzelfde jaar in première ging op het Sundance Film Festival.  Hij verschijnt in de documentaire film A Place at the Table die op 1 maart 2013 in de VS werd geopend.

## Onderscheidingen en prijzen
In 2007 werd hij uitgenodigd als hoofdspreker op de afstudeerceremonie van de Zuid-Afrikaanse universiteit  Abahlali, de basisMjondolo. In 2008 werd hij gevraagd om te getuigen over de wereldwijde voedselcrisis voor het House Financial Services Committee in de VS. In 2009 trad hij toe tot de adviesraad van de 'Value the Meal' campagne van Corporate Accountability International.

## Politieke standpunten
Patel is een libertair socialist en beschreef zichzelf in 2010  als "iemand met zeer sterke anarchistische sympathieën" en als "geen communist [of socialist] ... maar gewoon ruimdenkend". In zijn boek The Value of Nothing (2010) roemde hij de participerende democratie uitgeoefend door de Zapatistische Councils of Good Government in het zuiden van Mexico. Ook heeft hij gepleit voor soortgelijke decentrale modellen van economische democratie en confederaal bestuur als goede voorbeelden van sociale-rechtvaardigheidsbewegingen in het mondiale noorden.
In het zeven jaar later gepubliceerde A History of the World in Seven Cheap Things: A Guide to Capitalism, Nature, and the Future of the Planet, geschreven in samenwerking met Jason W. Moore, gebruikt Patel het concept van 'goedkoop-zijn' (cheapness) binnen een marxistisch denkkader. Patel en Moore argumenteren: "Het kapitalisme waardeert alleen wat het kan tellen, en het is enkel in staat om dollars tellen. Elke kapitalist wil zo weinig mogelijk investeren, en zoveel mogelijk winst maken. Voor het kapitalisme betekent dit dat het hele systeem gedijt wanneer machtige staten en kapitalisten de mondiale natuur kunnen reorganiseren, zo weinig mogelijk kunnen investeren en zoveel mogelijk voedsel, werk, energie en grondstoffen kunnen ontvangen met zo min mogelijk verstoring". Deze gedachtegang bouwt voort op een sleutelformulering uit Marx' Das Kapital: "De strijd om de concurrentie wordt uitgevochten door het goedkoper maken van goederen."

## Citaten
Waar we een beetje van versteld zouden moeten staan, is niet dat bedrijven overtreders zijn, maar dat er überhaupt markten zijn voor voedsel. Waarom zijn er markten voor voedsel? Waarom is er een wereldwijde markt voor wat dan ook? Ik bedoel, wereldwijde markten in voedsel zijn heel raar.— Raj Patel, sprekend over de mondiale voedseleconomie aan de Marquette University in Milwaukee, Wisconsin.

## Privéleven
Op 7 januari 2010 werd Patel Amerikaans staatsburger.
In een interview met Lauren Collins van The New Yorker noemt hij zichzelf een atheïstische hindoe.

## Boeken
- Stuffed and Starved: The Hidden Battle for the World Food System (2008)
- Food Rebellions! Crisis and the Hunger for Justice, Eric Holt Giménez, Raj Patel (2009)
- Food Rebellions!: Forging Food Sovereignty to Solve the Global Food Crisis (2009)
- The Value of Nothing: How to Reshape Market Society and Redefine Democracy (2010)
- Forward to No Land! No House! No Vote! Voices from Symphony Way by the Symphony Way Pavement Dwellers (2011)
- A History of the World in Seven Cheap Things: A Guide to Capitalism, Nature, and the Future of the Planet (2017), samen met Jason W. Moore
- Inflamed: Deep Medicine and the Anatomy of Injustice (2021), met Rupa Marya

## Bron
- Dit artikel of een eerdere versie ervan is een (gedeeltelijke) vertaling van het artikel Raj Patel op de Engelstalige Wikipedia, dat onder de licentie Creative Commons Naamsvermelding/Gelijk delen valt. Zie de bewerkingsgeschiedenis aldaar.